# Křížová cesta (Bílovec)
Křížová cesta v Bílovci v okrese Nový Jičín se nachází jihozápadně od města Bílovec a u obce Bílov. Stezka začíná v Bílovci a vede v části naučné stezky Hubleska přes potok Hubleska, kolem vodní nádrže Hubleska, přes potok Jablůňka do Bílova. Geograficky se stezka také nalézá v Moravskoslezském kraji, Těškovické pahorkatině (součást pohoří Vítkovská vrchovina Nízkého Jeseníku) a přírodním parku Oderské vrchy.

## Historie a popis
Křížová cesta byla otevřena na Velký pátek 30. března 2018 a požehnána byla v 10 hodin děkanem Lumírem Tkáčem. Ten se podílel také na výběru vítězného návrhu a míst pro jejich umístění. První křížová cesta 21. století v moravskoslezském kraji a třetí na území regionu je dlouhá 1300 metrů.
Roku 2017 město Bílovec uvolnilo na její výstavbu 700 tisíc korun. Zároveň došlo k úpravě okolí a k vytvoření odpočinkových míst.
Iniciátorem vybudování křížové cesty byl Pavel Mrva, tehdejší starosta města. Autory zastavení jsou bílovečtí architekti Tereza Hozová a David Grabec, kteří pro jejich zhotovení vybrali kov v kombinaci s betonem a doplňkově také dřevem. Každé z nich pak tvoří silueta nebo dvojice siluet z ocelového plechu a občasně také kříž jako hlavní symbol křížové cesty. Zastavení je patnáct – poslední symbolizuje naději a víru křesťanů ve vzkříšení.

### Zastavení
1. Ježíš odsouzen k smrti
2. Ježíš přijímá kříž
3. Ježíš padá pod křížem poprvé
4. Ježíš potkává svou Matku
5. Šimon Kyrenský pomáhá Ježíši nést kříž
6. Veronika podává Ježíši roušku
7. Ježíš padá pod křížem podruhé
8. Ježíš napomíná plačící ženy
9. Ježíš padá pod křížem potřetí
10. Ježíš zbaven roucha
11. Ježíš přibit na kříž
12. Ježíš umírá na kříži
13. Tělo Ježíše sňato z kříže
14. Tělo Ježíše uloženo do hrobu
15. Ježíš vzkříšen

## Galerie

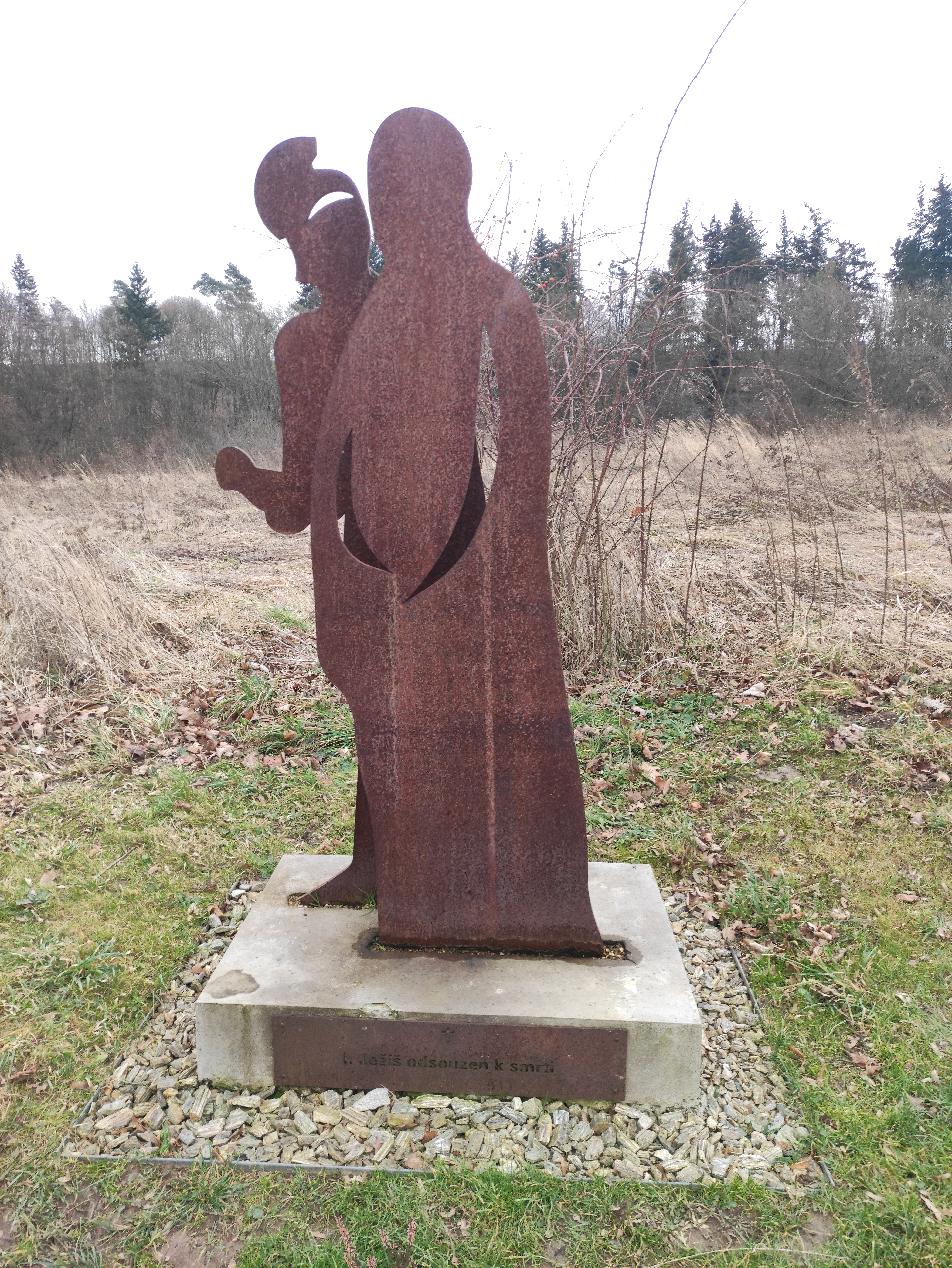
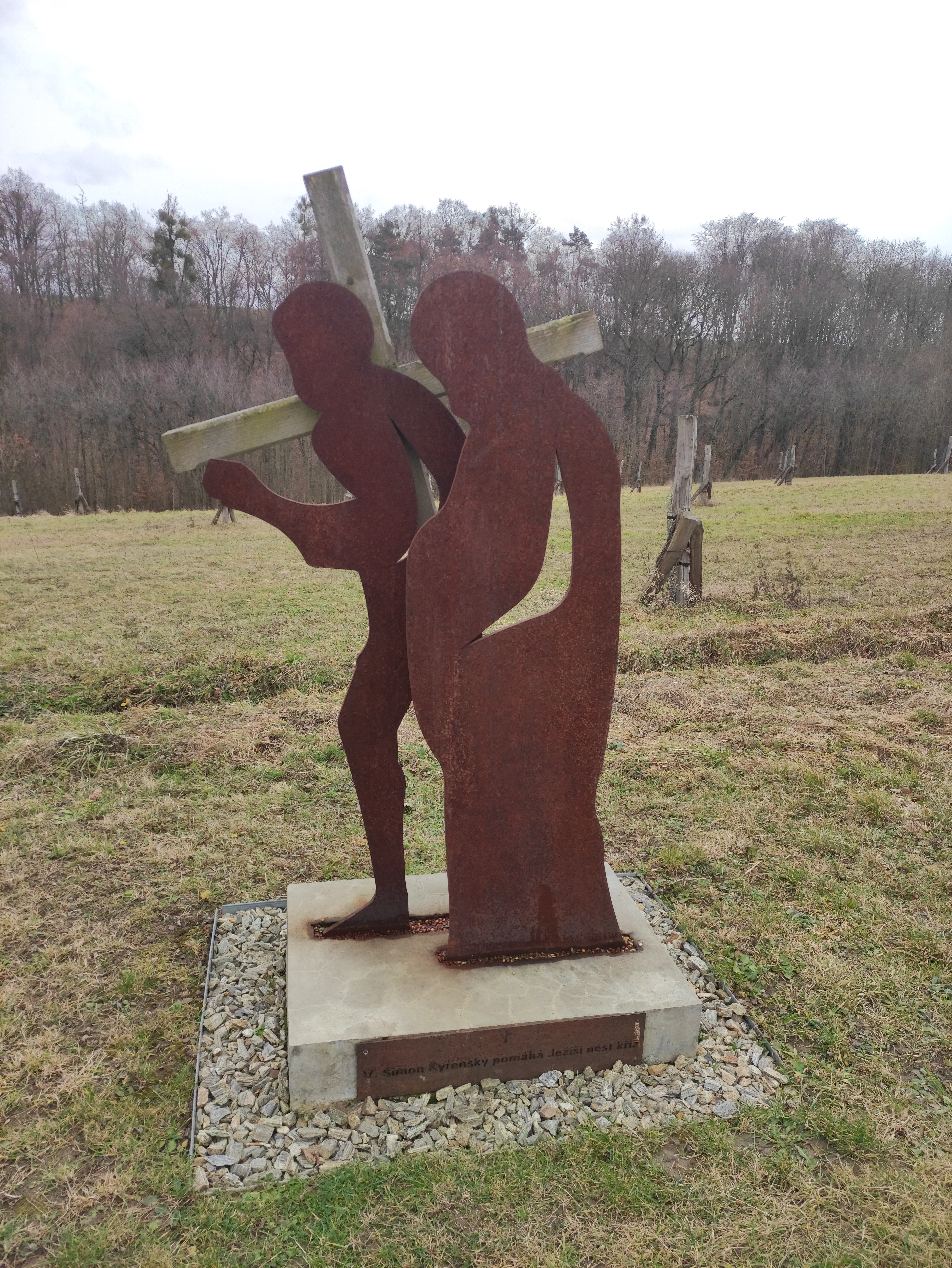
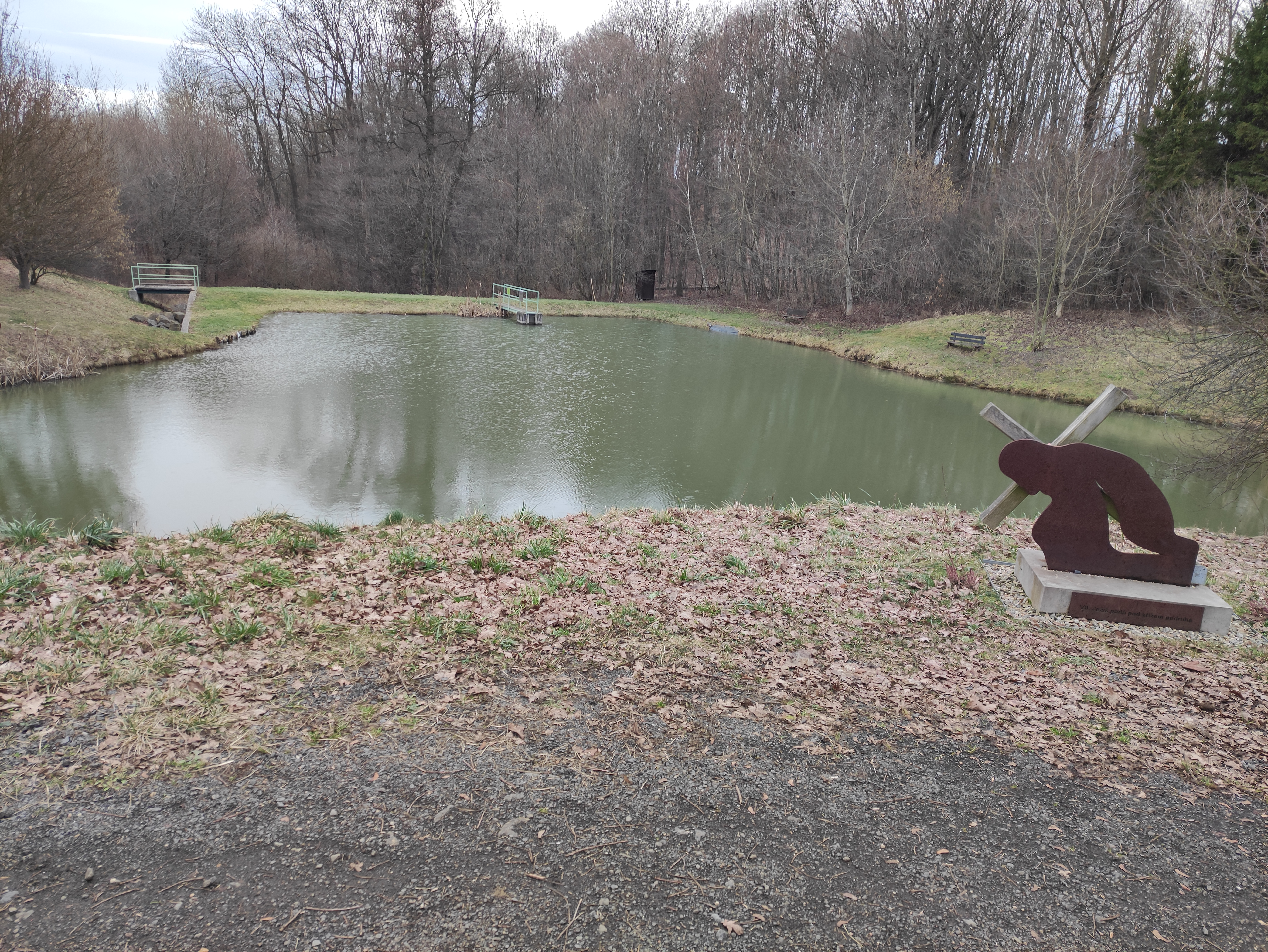
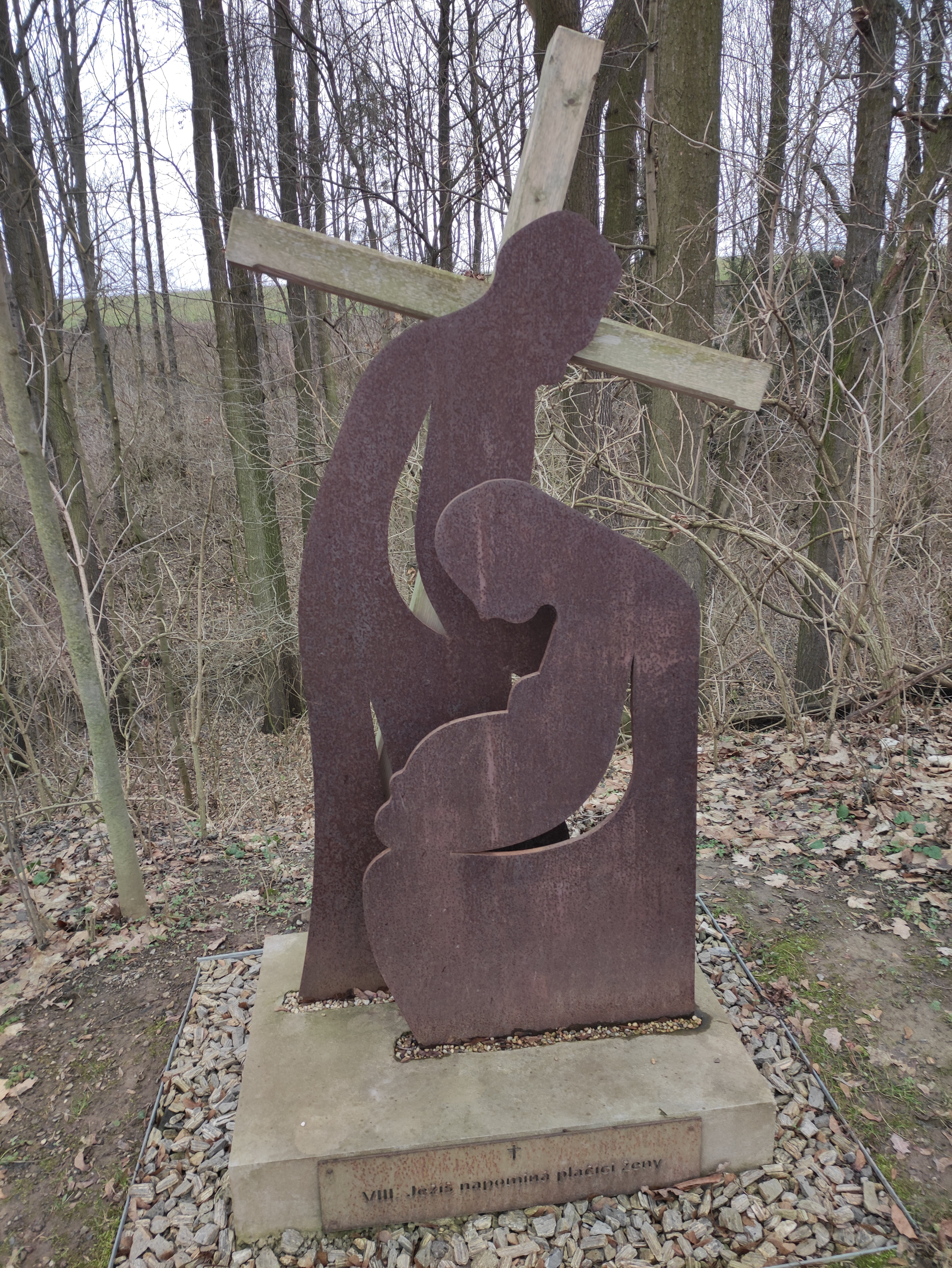
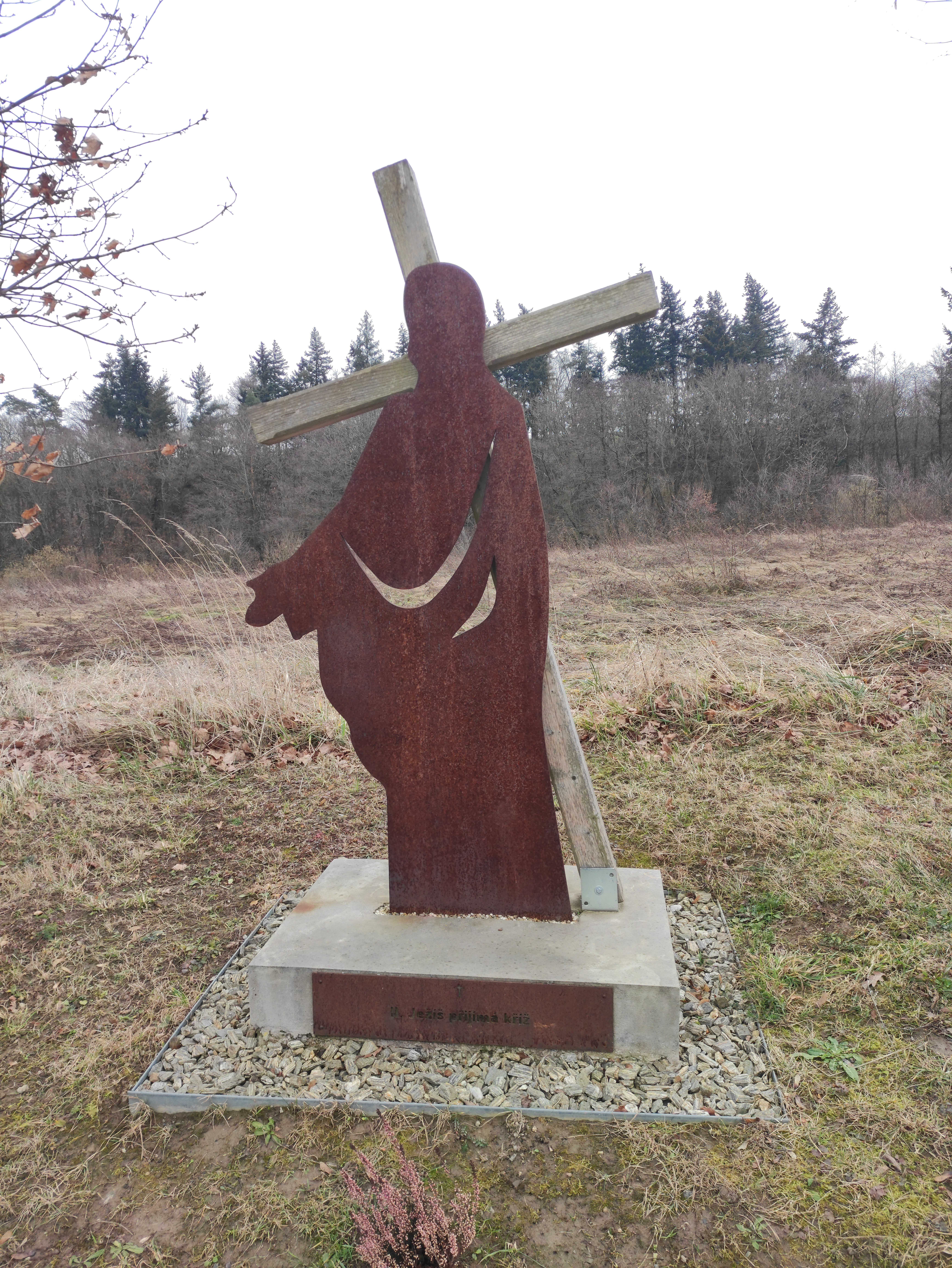
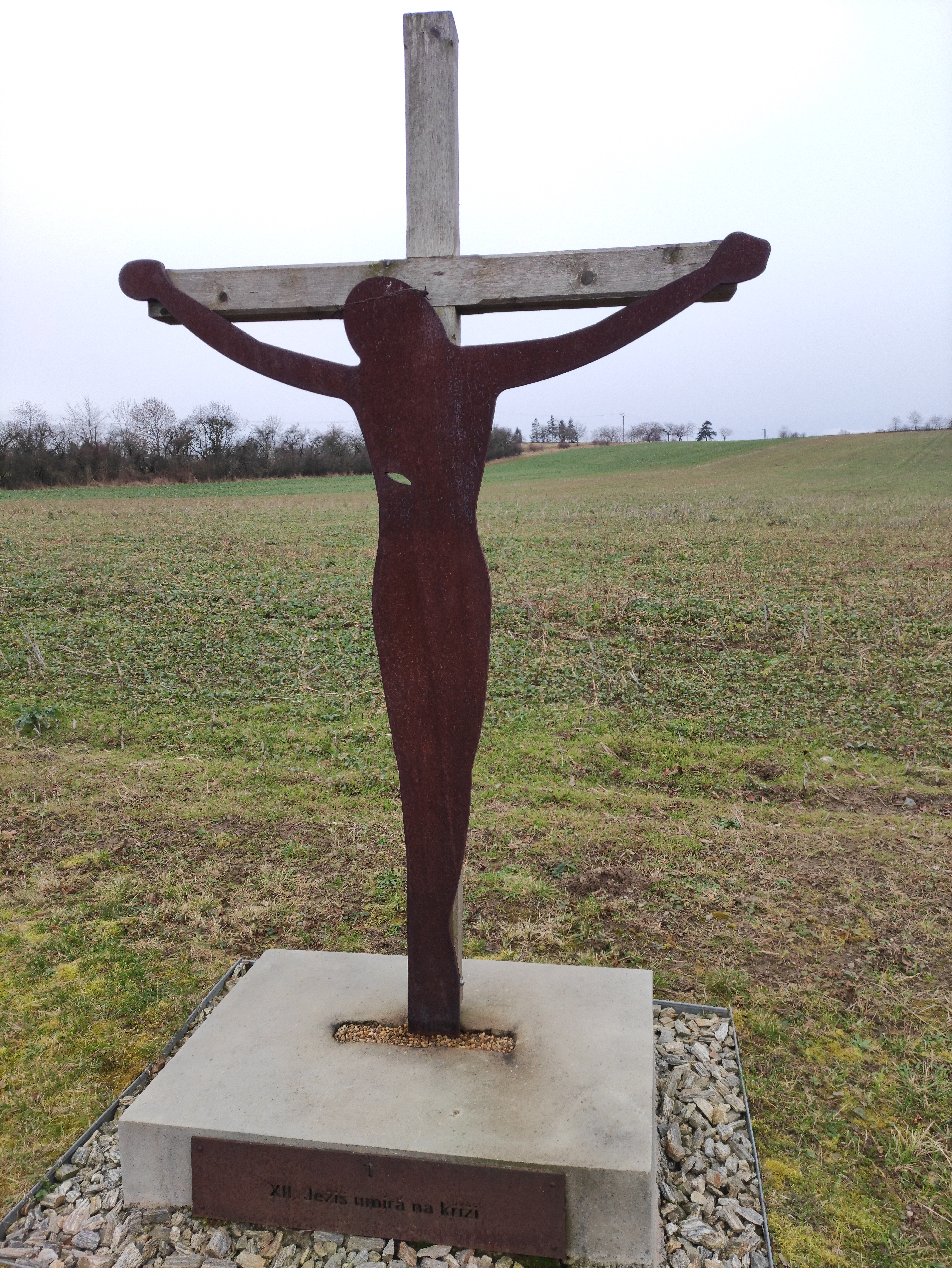